# Щелкун волосатый
Щелкун волосатый (лат. Hemicrepidius hirtus) — вид щелкунов из подсемейства Dendrometrinae.

## Распространение
Встречается этот щелкун в Центральной и Северной Европе и в Малой Азии. На территории бывшего СССР распространён в лесостепной зоне европейской части.

## Описание

### Проволочники
Проволочник достигает 30 мм в длину. Бугорки на килевидных боковых краях площадки каудального сегмента, за исключением частично или полностью редуцированной пары у основания площадки, почти равной величины.

## Экология
Проволочники живут в почве пахотных угодий и под пологом леса. Также они всеядные, иногда вредят сельскому хозяйству.